# Johanna Bonger
Johanna Gezina van Gogh-Bonger (Amsterdam, 4 ottobre 1862 – Laren, 2 settembre 1925) è stata una pittrice olandese; era la moglie di Theodorus van Gogh e la cognata del pittore Vincent van Gogh e fu una figura chiave nell'affermazione della fama del pittore dopo il suo suicidio.

## Biografia
Johanna era la quinta di sette tra figli e figlie di un broker assicurativo. La famiglia aveva una vita in cui la musica rivestiva un ruolo importante, visto che a casa loro si tenevano spettacoli serali di quartetti, e Johanna iniziò presto a suonare il pianoforte. A differenza delle sue sorelle maggiori, che si occupavano delle faccende domestiche, Johanna, una "bambina allegra e vivace", poté proseguire la sua formazione studiando inglese e ottenendo l'equivalente di una laurea. Rimase alcuni mesi a Londra, lavorando nella biblioteca del British Museum.
Dall'età di diciassette anni mantenne un diario dettagliato, che divenne una fonte di molte informazioni su Vincent van Gogh, fratello di quello che diverrà suo marito. In questo periodo subì l'influenza dello scrittore anticonformista Multatuli. All'età di ventidue anni divenne insegnante di inglese in una scuola per ragazze a Elburg, e successivamente presso la Scuola Superiore per ragazze a Utrecht. Fu in questo periodo, mentre si trovava ad Amsterdam, che venne presentata, dal fratello Andries, a Theo van Gogh, fratello di Vincent. Una delle sorelle di van Gogh la descrisse come "intelligente e tenera".
Theo fu colpito da Johanna, e l'anno seguente le fece visita ad Amsterdam per dichiararle il suo amore. Sorpresa e infastidita dal fatto che un uomo del quale lei minimamente pensava desiderasse sposarla, lo respinse. Tuttavia, accettò la sua proposta l'anno successivo, e i due si sposarono ad Amsterdam il 17 aprile 1889. Dopo la morte di Theo, come esito di una infezione di sifilide nel mese di gennaio 1891, Johanna rimase vedova con il figlio neonato Vincent Willem da allevare.
Ereditò solo un appartamento a Parigi pieno di alcuni elementi di arredo e di circa 200 opere, allora senza alcun valore, di suo cognato Vincent. Benché le fosse stato consigliato di distruggere i quadri, Johanna tornò in Olanda, dove aprì una pensione a Bussum, un villaggio a 25 km da Amsterdam, e iniziò a riallacciare i suoi contatti artistici. Non aveva tenuto il suo diario durante il matrimonio, ma riprese ad usarlo con l'intenzione di farlo leggere un giorno a suo figlio. Per avere un reddito supplementare tradusse racconti dal francese e dall'inglese in olandese. Nel 1905, con la disapprovazione evidente della propria famiglia, fu uno dei membri fondatori del movimento socialista delle donne.
Nell'agosto 1901, sposò Johan Cohen Gosschalk (1873–1912), un pittore olandese nato ad Amsterdam. Rimase nuovamente vedova nel 1912. Nel 1914, fece traslare le spoglie di Theo da Utrecht a Auvers-sur-Oise, facendole interrare accanto alla tomba di Vincent. Un rametto di edera preso dal giardino del dottor Paul-Ferdinand Gachet ricopre entrambe le tombe da quel giorno.
Visse a New York dal 1915 al 1919, ritornando poi ad Amsterdam. Quando morì, nel 1925, era ancora occupata a tradurre le lettere di Vincent in inglese. Theo e Johanna ebbero un figlio, Vincent Willem, e Johanna ebbe quattro nipoti.

## Contributo alla fama di van Gogh
Dopo la morte di Vincent e, meno di sei mesi dopo, quella di suo marito Theo, si dedicò assiduamente alla pubblicazione della corrispondenza dei due fratelli, producendo il primo volume in olandese nel 1914. Svolse poi un ruolo chiave nell'accrescimento della fama e della reputazione di Vincent attraverso la donazione di sue opere a diverse mostre retrospettive. Scrisse anche una storia della famiglia Van Gogh.
Johanna van Gogh rimase in contatto con l'amico di Vincent, Eugène Boch al quale regalò il dipinto Ritratto di Eugène Boch nel luglio 1891. Rimase in contatto anche con Émile Bernard che la aiutò a promuovere le opere di Vincent van Gogh.
Nel 1892, mentre organizzava una mostra di opere di Vincent, venne aspramente criticata dall'artista Richard Roland Holst:
(J.M. Joosten)

## Lettere
L'eredità e la fama di Vincent van Gogh, dell'artista della lunga sofferenza, cominciarono a diffondersi negli anni dopo la sua morte, prima nei Paesi Bassi e in Germania e poi in tutta Europa. La sua amicizia con il fratello minore Theodorus van Gogh è stata documentata in numerose lettere che si scambiarono dall'agosto 1872 in poi. La cognata van Gogh-Bonger pubblicò le lettere in tre volumi nel 1914. Inoltre sostenne generosamente la maggior parte delle prime mostre di van Gogh con prestiti immobiliari dell'artista. Johanna inizialmente lavorò a stretto contatto con i mercanti d'arte tedeschi e gli editori Paul Cassirer e suo cugino Bruno per organizzare mostre di dipinti di van Gogh a Berlino e nel 1914 per pubblicare il primo volume di Lettere a Theo. La pubblicazione delle lettere contribuì a diffondere la convincente mistica di Vincent van Gogh – il pittore intenso e delicato che soffrì per la sua arte e morì giovane – in Europa e nel resto del mondo.